# Picolinato de zinc
El picolinato de zinc (o ZnPic ) es el complejo de coordinación de zinc (II) con el ácido picolínico. Tiene la fórmula Zn(NC
5H
4CO
2)
2(H
2O)
2. El complejo adopta una geometría molecular octaédrica, conteniendo dos ligandos picolinato bidentados (base conjugada del ácido picolínico) y dos ligandos aquo. Además, están presentes dos aguas de cristalización, por lo que el compuesto cristaliza con la fórmula Zn(NC
5H
4CO
2)
2(H
2O)
2·2H2O. Es un sólido incoloro.

## Compuestos relacionados
Se han descrito otros complejos del ácido picolínico. Son isoestructurales al complejo de zinc M(NC
5H
4CO
2)
2(H
2O)
2·2H2O (M = Co y Ni).

## Suplemento dietético
El picolinato de zinc se ha utilizado como suplemento dietético de zinc.